# Domaine de Takaoka
Pour les articles homonymes, voir Takaoka.
Le domaine de Takaoka (高岡藩, Takaoka-han) est un domaine féodal japonais de l'époque d'Edo situé dans la province de Shimōsa, au nord de l'actuelle préfecture de Chiba. Son centre se trouve au jin'ya Takaoka dans ce qui est de nos jours la ville de Narita.

## Histoire
Le domaine de Takaoka est créé par Inoue Masashige, un proche vassal de Hidetada Tokugawa et Tokugawa Iemitsu, qui accède à la notoriété après le siège d'Osaka. Il sert ensuite comme metsuke et joue un rôle important dans la persécution et l'éradication de la religion kirishitan (religion chrétienne) au Japon. Après la répression de la rébellion, il est élevé au statut de daimyo de 10 000 koku et assigné au domaine de Takaoka nouvellement créé.
Mais Masashige ne s'occupe pas vraiment de ses domaines, partageant son temps entre Edo et Nagasaki en service officiel. Son revenu augmente de 13 000 koku en 1644. De la même façon, son fils Masakiyo passe son temps à Edo mais abandonne 1 500 koku de revenus à son jeune frère. Masaakira Inoue est en fait le premier daimyō de Takaoka à résider dans le domaine. Il abandonne également 1 500 koku à ses frères cadets, laissant un domaine au niveau de 10 000 koku.
Durant la guerre de Boshin, le domaine se range rapidement du côté de l'alliance Satchō. Après la bataille d'Ueno, Masanori Inoue, le dernier daimyo de Takaoka, se soumet au gouvernement de Meiji. Il est désigné gouverneur du domaine par la nouvelle administration, et ce jusqu'à l'abolition du système han en juillet 1871. Puis il sert dans le système policier de l'empire du Japon du nouveau gouvernement et devient vicomte dans le système nobiliaire kazoku. L'ancien domaine de Takaoka est absorbé dans la préfecture de Chiba.

## Liste des daimyōs
- Clan Inoue (fudai daimyo) 1640-1971

| #  | Nom                   | Dates     | Titre             | Rang                    | Revenus              |
| -- | --------------------- | --------- | ----------------- | ----------------------- | -------------------- |
| 1  | Masashige (井上 政重) | 1640-1660 | Chikugo-no-kami   | 5e inférieur (従五位下) | 10 000 → 13 000 koku |
| 2  | Masakiyo (井上政清)   | 1660-1675 | Chikugo-no-kami   | 5e inférieur (従五位下) | 13 000 → 11 500 koku |
| 3  | Masaakira (井上政蔽)  | 1675-1716 | Chikugo-no-kami   | 5e inférieur (従五位下) | 13 000 → 10 000 koku |
| 4  | Masachika (井上政鄰)  | 1716-1731 | Chikugo-no-kami   | 5e inférieur (従五位下) | 10 000 koku          |
| 5  | Masamori (井上正森)   | 1731-1760 | Yamashiro-no-kami | 5e inférieur (従五位下) | 10 000 koku          |
| 6  | Masakuni (井上正国)   | 1760-1791 | Chikugo-no-kami   | 5e inférieur (従五位下) | 10 000 koku          |
| 7  | Masanori (井上正紀)   | 1791-1806 | Iki-no-kami       | 5e inférieur (従五位下) | 10 000 koku          |
| 8  | Masataki (井上正瀧)   | 1806-1841 | Chikugo-no-kami   | 5e inférieur (従五位下) | 10 000 koku          |
| 9  | Masamura (井上正域)   | 1841-1846 | Chikugo-no-kami   | 5e inférieur (従五位下) | 10 000 koku          |
| 10 | Masayoshi (井上正和)  | 1846-1867 | Chikugo-no-kami   | 5e inférieur (従五位下) | 10 000 koku          |
| 11 | Masayori (井上正順)   | 1867-1871 | ?                 | 5e inférieur (従五位下) | 10 000 koku          |

## Source de la traduction
- (en) Cet article est partiellement ou en totalité issu de l’article de Wikipédia en anglais intitulé « Takaoka Domain » (voir la liste des auteurs).